# RS-68
L'RS-68 (Rocket System 68), desenvolupat per Rocketdyne, és un motor de coet d'hidrogen líquid / oxigen líquid, que produeix actualment un impuls de 2,9 MN a nivell del mar i 3,3 MN al buit, ambdós al 102% de potència. La variant RS-68A ha produït 3,11 MN durant el seu desenvolupament. La variant RS-68B fou el motor principal proposat per al Projecte Constellation de la NASA, i té un 80% de peces menys que el motor principal del transbordador espacial.
L'RS-68 té els seus orígens en el programa del motor principal de transport espacial (STME), iniciat el 1988. Desenvolupat des de finals de la dècada del 1990 fins a la del 2000, l'RS-68 fou dissenyat amb l'objectiu de reduir costos en comparació amb els motors contemporanis.